# アクバシュ

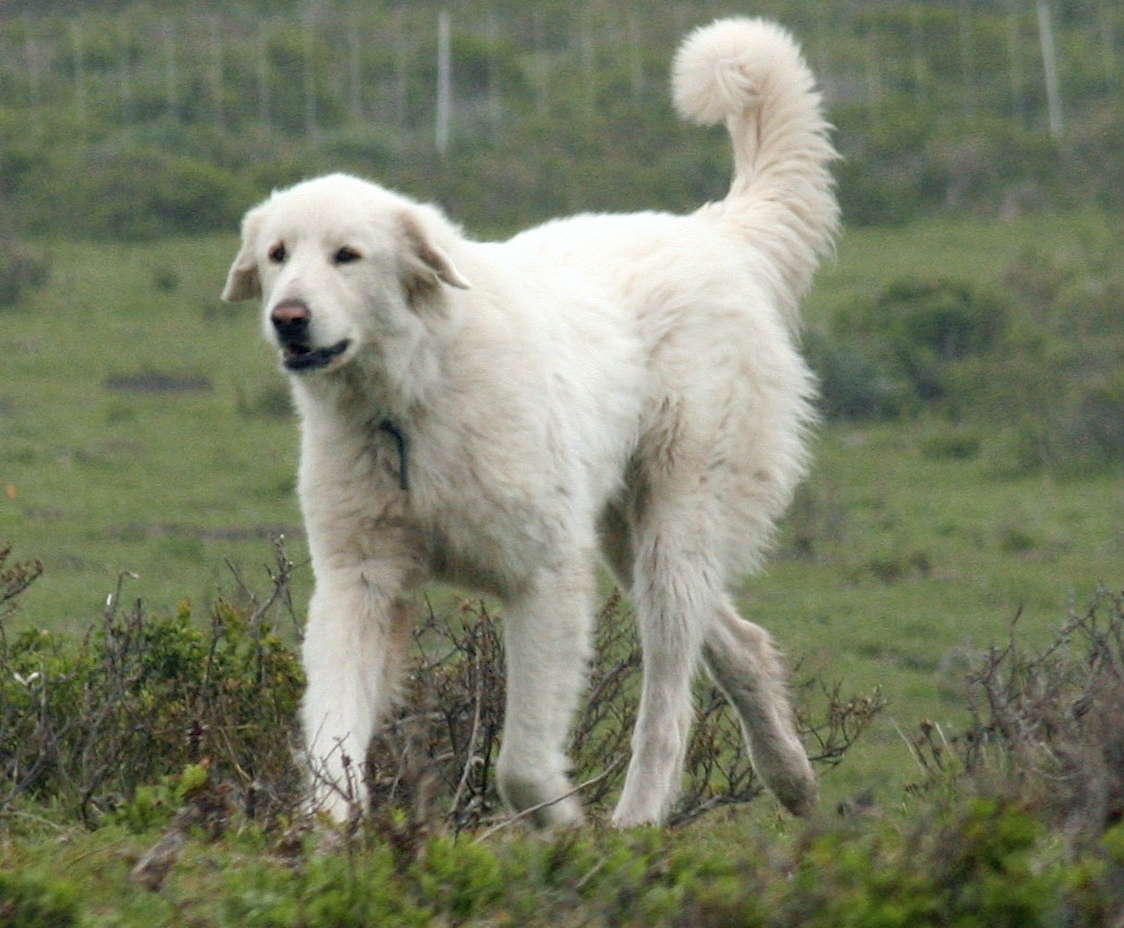
アクバシュ

アクバシュ（トルコ語: akbaş [akˈbaʃ]、英語: akbash [ˈækbæʃ]）とは、トルコ原産の護蓄用犬種である。犬種名はトルコ語で「白い頭」を意味しているとされるが、別の説ではアックシュ（Akkush ＝ トルコ語で「白鳥」という意味を持つ）が転訛したものではないかとする見方もある。

## 歴史
少なくとも1000年前には犬種として存在していた古い犬で、イタリアのマレンマ・シープドッグやハンガリーのクーバースなどと親せき関係にある。トルコには大まかにいうと、南部にはカルス・ドッグ、中部にはカンガール・ドッグとアナトリアン・シェパード・ドッグ、そして西部のアクバシュの4種の護蓄用犬種が存在していて、原産地ではもとからそれぞれが独立した犬種として認知されていた。しかし、トルコ国外でこれらがそれぞれ独立した犬種として公認されたのは1996年とその歴史に比してごく最近である。
他の近縁種と同じく、家畜の羊をオオカミや泥棒から守るのに使われていた。知性が高いため、来客と侵入者を見分けて攻撃するか否かを決めて行動することが出来た。このため、羊飼いにとっては大切な存在で、2度の世界大戦が起こった際も地下室や倉庫に隠されたり、主人と一緒に疎開したりするなどして戦禍から守りぬかれ、今日まで生き残ることが出来た。
現在は原産地以外にも犬種クラブが設立され、保護の強化と犬質の保存が行われている。又、アメリカ合衆国にはアクバシュ国際協会という、世界中のアクバシュの犬種クラブの総本部が置かれている。

## 特徴
アクバシュを見分けるポイントは脚と尾が長い点である。がっしりした体格で、力が強い。耳は垂れ耳で、尾は長くふさふさしたサーベル形の垂れ尾。コートはもこもこした長いロングコートのものと、さらりとした短めのショートコートの2タイプがある。毛色はホワイトのみ。体高71-80cm、体重40-64kgの大型犬で、性格は落ち着きがあり冷静で、状況判断力に富む。また、献身的で家族をとても愛する甘えん坊な一面もある。このことを利用して仔犬のときから羊と共に育てて羊の事を家族として認識させ、これを外敵から守る護蓄犬として育成する。しかし、家族を愛する気持ちが強すぎるあまり、家族と離れる事をとても嫌がり、1頭だけで留守番をすることが苦手である。また、交配や出産の際も決して家族から離れようとしない。護蓄犬種としては最も愛情深い犬種の一つであり、ペットとして飼育するのにも向いている。ただし、防衛本能と力を抑えるための訓練と、長めの散歩が行えなければ飼育は難しい。本種がかかりやすい病気は股関節形成不全症や心身症などがある。

## 参考
『デズモンド・モリスの犬種事典』デズモンド・モリス著書、福山英也、大木卓訳 誠文堂新光社、2007年